# پیتر برک
پیتر برک (انگلیسی: Peter Breck؛ ۱۳ مارس ۱۹۲۹ – ۶ فوریهٔ ۲۰۱۲) یک هنرپیشه اهل ایالات متحده آمریکا بود.